# 世界旗帜网
世界旗帜网（Flags of the World，簡稱FOTW）是一个关于旗帜学的资源网站和组织，是世界上最大的旗帜及旗帜学网站，並擁有相关联的網路論壇。世界旗帜网创立于1993年，2001年加入旗幟學協會國際聯盟。

## 网站
世界旗帜网包含超过35,000项关于旗帜的页面和超过66,000张关于旗帜的图片，以及一个内容全面的线上旗帜学词典。
网站通常一个星期更新一次，但是一些镜像网站每月更新一次。由于資料過於龐大，有很多未能即時更新的內容，甚至有一些镜像網站从未更新。

## 網路論壇
世界旗帜网的资料由成员超过800名的網路論壇贡献。由志愿者擔任网站编辑并管理論壇。

## 旗帜
世界旗帜网的旗帜由左右兩個不相等的白色和藍色長方形組成，兩色交界處有5顆綠、白、黃、紅、藍色五角星圍成一圈，中央再放置一顆顛倒的黑色五角星。这面旗帜由Mark Sensen设计，經世界旗帜网網路論壇至少十位候选人的作品中选出，1996年3月8日通过。Sensen说明其含义： 
|  | 白色象征和平，蓝色象征发展。五角星的六种颜色是旗帜常用的颜色，五角星组成一个更大的标志。星星相互连接象征每个人通过网络相互沟通。 |

值得注意的一点是这是一面罕见的代表互联网的旗帜。